# Strzeszkowice Małe
Strzeszkowice Małe – wieś w Polsce położona w województwie lubelskim, w powiecie lubelskim, w gminie Niedrzwica Duża.
W latach 1975–1998 miejscowość administracyjnie należała do ówczesnego województwa lubelskiego.
Wieś stanowi sołectwo gminy Niedrzwica Duża. Według Narodowego Spisu Powszechnego z roku 2011 wieś liczyła 140 mieszkańców.

## Historia
Słownik geograficzny Królestwa Polskiego z roku 1890 opisuje Strzeszkowice Duże i Strzeszkowice Małe jako dwie wsie i folwark nad rzeką Bystrzycą w powiecie lubelskim, gminie Niedrzwica, parafii Krężnica, odległe 16 wiorst od Lublina. Posiadają młyn wodny, most na Bystrzycy, pokłady wapienia, na folwarku owczarnia większa.
W 1827 roku spisano tu 20 domów i 126 mieszkańców. W 1885 roku folwark Strzeszkowice posiadał rozległość 1337 mórg: grunty orne i ogrody mórg 1073, łąk mórg 110, pastwisk mórg 5, lasu mórg 91, nieużytki mórg 58, budynki murowane 15, drewniane 10, płodozmian 10 i 12. polowy las nieurządzony.
W skład dóbr poprzednio wchodziły: wieś Strzeszkowice osad 12, mórg 199, wieś Wola Strzeszkowska osad 10, mórg 132, wieś Majdan Strzeszkowski osad 5, mórg 91.
Długosz wymienia Strzeszkowice w opisie parafii Krężnica, bez podania szczegółów (Długosz L.B. tom II, s. 540). Według registru poborowego powiatu lubelskiego z roku 1531 Strzezkowice i Strzezowicze, w parafii Mełgiew, miały 4 łany i 1 młyn, zaś Strzeżowice Trojackie, w parafii Krężnica Jara, własność Pszonki, miały 1 1/2 łanu, 1 młyn, a w część Wissockiej 1/2 łanu (Pawiński, Kod. Małop., 351 i 354).(Opisu dostarcza Bronisław Chlebowski)